# Pinilla de la Valdería
Pinilla de la Valdería es una pedanía del municipio de Castrocontrigo en la comarca de la Valdería, en la provincia de León, comunidad autónoma de Castilla y León, en España. Según los datos del INE 2019, tiene 68 habitantes, 36 hombres y 32 mujeres.
Celebra sus fiestas patronales en honor a la Santísima Trinidad, en junio, y a Nuestra Señora y a San Roque, los días 15 y 16 de agosto.
Así describía Pascual Madoz, en la primera mitad del siglo XIX, a Pinilla de la Valdería en el tomo XI del Diccionario geográfico-estadístico-histórico de España y sus posesiones de Ultramar:

Lugar en la provincia de León (42 leguas), partido judicial de La Bañeza, diócesis de Astorga, audiencia territorial y capitanía general de Valladolid, ayuntamiento de Castrocontrigo. Situado en un vallecito, su clima es bastante frío; sus enfermedades más comunes constipados y fluxiones de muelas. Tiene 46 casas; escuelas de primeras letras dotada con 200 reales a que asisten 20 niños; iglesia parroquial (Santa Eulalia) servida por un cura de ingreso y presentación del conde de Grameda; una ermita (el Sto. Cristo de la Piedad), y buenas aguas potables. Confina Norte Pozos, Este Tabuyo y Priaranza; Sur Torneros, y Oeste Manzaneda. El terreno es de inferior calidad y le fertilizan en parte las aguas del Valdería. Los montes son sumamente escarpados; los principales se denominan Pinar del Conde y Monteladrones. Además de los caminos locales tiene uno carretero que dirige a Cabrera alta y Castilla por Torneros y Castrocontrigo. Recibe correspondencia de La Bañeza. Producción: centeno, lino y pastos; cría ganado vacuno, lanar y cabrío; caza ciervos, corzos, osos, perdices y alguna liebre, y pesca de truchas. Industria y comercio: 2 molinos harineros, ocupándose hombres y mujeres en hilar el lino de la cosecha que extraen, retornando los artículos de consumo que les faltan. Población: 16 vecinos, 64 almas. Contribución con el ayuntamiento.
Pascual Madoz.

- Datos: Q23301905